# Ганев, Христо
Хри́сто Костади́нов Га́нев (болг. Христо Костадинов Ганев; 2 августа  1924, Павел-Баня, Болгария — 25 сентября 2021) — болгарский писатель, сценарист, режиссёр и актёр.

## Биография
В 1950 году окончил сценарный факультет ВГИКа. С этого же года работает на студии художественных фильмов в Софии. Дебютировал в 1954 году («Песня о человеке»). С 1957 года сотрудничает с режиссёром Бинкой Желязковой. Режиссёр ряда фильмов. Писал сценарии мультфильмов, в основном для зятя Анри Кулева.
Был женат на кинорежиссёре Бинке Желязковой; их дочь — Светлана Ганева, кинооператор.

## Избранная фильмография

### Режиссёр
- 1957 — Жизнь течет тихо / Животът си тече тихо... (с Бинкой Желязковой)
- 1963 — Праздник надежды[1] / Празник на надеждата (д/ф)

### Сценарист

#### Игровые фильмы
- 1954 — Песня о человеке[2] / Песен за човека
- 1956 — Две победы / Две победи (с Веселином Ханчевым)
- 1957 — Партизаны / Партизани
- 1957 — Жизнь течет тихо / Животът си тече тихо...
- 1961 — Как молоды мы были / А бяхме млади
- 1977 — Бассейн / Басейнът
- 1980 — Большое ночное купание / Голямото нощно къпане
- 1987 — Ночью по крышам / Нощем по покривите (ТВ)

#### Анимационные фильмы
- 1969 — Дьявол в церкви / Дяволът в черквата
- 1976 — Гипотеза / Хипотеза
- 1982 — Гайда / Гайда
- 1984 — Сафари / Сафари
- 1987 — Весельчак / Веселякът
- 1998 — Десятый круг / Десетият кръг
- 2007 — Тряпка / Парцалът

### Актёр
- 1966 — Джесси Джеймс против Локума Шекерова / Джеси Джеймс срещу Локум Шекеров

## Награды
- 1959 — Димитровская премия
- 1963 — Заслуженный артист НРБ
- 2010 — орден «Стара планина» 1-й степени

## Книги
- Ганев, Христо, Петров, Валери. Невероятные приключения на Син Дядо. — София, Изд. «Христо Ботев», 1992. — ISBN 954-445-019-X